# Stella Leder
Stella Leder (* 1982 in West-Berlin) ist eine deutsche Autorin, Dramaturgin und Leiterin des Instituts für Neue Soziale Plastik, das künstlerische Projekte aus jüdischer Perspektive entwickelt.

## Leben
Leder wurde 1982 in West-Berlin geboren. Sie ist die Enkelin des DDR-Schriftstellers und Literaturfunktionärs Stephan Hermlin, dessen eigentlicher Name Rudolf Leder war. Ihre Mutter, Bettina Leder, übersiedelte 1977 aus der DDR in die Bundesrepublik, nachdem sie gegen die Ausbürgerung Wolf Biermanns protestiert hatte.
Leder studierte Kultur- und Literaturwissenschaften in Berlin. Sie arbeitete für die Amadeu Antonio Stiftung in Mecklenburg-Vorpommern und Brandenburg zu den Themen Antisemitismus, Gender und Rechtsextremismus. Nebenberuflich war sie als freie Dramaturgin tätig.
Von 2009 bis 2013 gehörte sie dem Vorstand der Stiftung „Zurückgeben. Stiftung zur Förderung jüdischer Frauen in Kunst und Wissenschaft“ an. Von 2014 bis 2018 leitete sie das feministische Projekt „Lola für Demokratie in Mecklenburg-Vorpommern“, das sich mit Rechtsextremismus auseinandersetzt.
Im Jahr 2015 gründete sie mit anderen das Institut für Neue Soziale Plastik, einen Zusammenschluss jüdischer und antisemitismuskritischer Regisseure, Dramaturgen, Autoren und Künstlern. Das Institut, das sie leitet, entwickelt Performances, Installationen und Ausstellungen und arbeitet mit kulturellen und künstlerischen Mitteln zu Antisemitismus. Über das Institut und ihre Leitung schreiben die Münchner Kammerspiele 2024: „Das Institut entwickelt Performances, Installationen und Ausstellungen. Es ist unter der Leitung von Stella Leder zu einem Knotenpunkt zwischen antisemitismuskritischen und jüdischen Künstler*innen auf der einen, sowie Theatern oder Museen auf der anderen Seite avanciert.“
Gemeinsam mit den Münchner Kammerspielen hat sie die Reihe „Schreiben über ‚Die Situation‘“ ins Leben gerufen, die jüdische und israelische Perspektiven seit dem Terrorangriff der Hamas auf Israel am 7. Oktober 2023 in den Fokus stellt.

## Wirken
Leder ist Autorin und Herausgeberin mehrerer Bücher. 2021 erschien ihr autobiografisches Buch Meine Mutter, der Mann im Garten und die Rechten im Ullstein Verlag, in dem sie ihre deutsch-jüdische Familiengeschichte erzählt. Ebenfalls 2021 gab sie den Sammelband Über jeden Verdacht erhaben? Antisemitismus in Kunst und Kultur im Hentrich & Hentrich Verlag heraus.
Leder setzt sich intensiv mit Antisemitismus und Rechtsextremismus auseinander. In ihrer Arbeit betont sie die Notwendigkeit, jüdische Perspektiven in kulturellen Institutionen zu stärken und Antisemitismus kritisch zu reflektieren. Sie kritisiert die Verengung künstlerischer Räume für israelische und jüdische Künstler und setzt sich für eine breite Diskussion über Antisemitismus in Kunst und Kultur ein.
Als Autorin entwickelte sie in Zusammenarbeit mit Martin Valdés-Stauber (Dramaturgie), und Daniel Grossmann (Dirigent) das Stück Kofflers Schicksal: Die Goldberg-Variationen. Es beschäftigt sich mit dem Werk und Leben von Józef Koffler, der von den Nationalsozialisten ermordet wurde, und ist Teil des Projekts „Erinnerung als Arbeit an der Gegenwart“ der Münchner Kammerspiele. Es verbindet Kofflers Streich-Trio op. 10 (in einer Bearbeitung für Kammerorchester von Nicholas Hersh) sowie Kofflers Bearbeitung der Goldberg-Variationen von Bach mit einem Text von Stella Leder, der sich mit dem Leben Kofflers und dem Thema Erinnerung aus heutiger Perspektive beschäftigt. Das Stück wurde in einer Tournee 2023 und 2024 vom Jewish Chamber Orchestra Munich und der Solistin Jelena Kuljić aufgeführt. Die Premiere war im November 2023 an den Münchner Kammerspielen, weitere Vorstellungsorte waren unter anderem Europäisches Zentrum der Künste Hellerau (Dresden), Düsseldorfer Schauspielhaus, Budapest, Leipzig und Kampnagel (Hamburg).

## Rezeption der Bücher

### Meine Mutter, der Mann im Garten und die Rechten
Aus Anlass der Bucherscheinung 2021 führte der Deutschlandfunk ein Interview mit Leder im Rahmen der Sendung Lesart und stellte fest „Es ist eine Familiengeschichte, die es in sich hat.“.
Der WDR besprach das Buch 2022 in der Reihe Noller liest und sagt: „Der Antisemitismus in seinen historischen Abhängigkeiten ist dabei so etwas wie eine dunkle Konstante, und diese Familiengeschichte belegt sehr anschaulich, dass er jüdische Deutsche kontinuierlich trifft, nicht in singulären Ereignissen.“ „Davon erzählt dieses (Sach-)Buch, das fast auch ein Familienroman ist.“
Die Bundeszentrale für politische Bildung führte 2022 zu den Themen des Buches ein ausführliches Interview mit Stella Leder und der Mutter Bettina Leder.

### Über jeden Verdacht erhaben?
Durch eine Lesung und Gespräch mit Dmitrij Kapitelman, Stella Leder, Martín Valdés-Stauber und Ensemble wurde das Buch 2023 in den Münchner Kammerspielen vorgestellt.
Die Jüdische Allgemeine interviewte Leder 2023 zu Kritik an Kulturstaatsministerin Claudia Roth, den antisemitischen Vorkommnissen auf der documenta fifteen sowie anderen Aspekten des Kulturbetriebs. Dabei streifte der Interviewer Josua Schultheis auch das Buch und nannte es „eine recht ernüchternde Bestandsaufnahme über Antisemitismus in Kunst und Kultur“.

### Judenhass im Kunstbetrieb
Die Sendung SWR Kultur am Morgen führte anlässlich der Veröffentlichung des Buches 2024 am ersten Jahrestags des Terrorangriff der Hamas auf Israel 2023 ein Interview mit Leder zum Buch und ihren Aktivitäten im Rahmen des Instituts für Neue Soziale Plastik und zum Antisemitismus während des Krieges in Israel und Gaza.

## Publikationen (Auswahl)
- Stella Leder (Hrsg.): Über jeden Verdacht erhaben? Antisemitismus in Kunst und Kultur. Hentrich & Hentrich, Leipzig Berlin 2021, ISBN 978-3-95565-464-1.
- Stella Leder: Meine Mutter, der Mann im Garten und die Rechten: eine deutsch-jüdische Familiengeschichte. Ullstein, Berlin 2021, ISBN 978-3-550-20075-5.
- Jakob Baier, Ole Frahm, Jonathan Guggenberger, Stella Leder: Judenhass im Kunstbetrieb: Reaktionen nach dem 7. Oktober 2023 (= Relationen - Essays zur Gegenwart. Band 19). Neofelis, Berlin 2024, ISBN 978-3-95808-452-0.
- Vorwort zu ʿOded Ṿolḳshṭain (Hrsg.): Schutzraum: seit dem 7. Oktober. Hentrich und Hentrich Verlag, Leipzig Berlin 2024, ISBN 978-3-95565-667-6.